# MediEvil (jeu vidéo, 2019)
MediEvil est un jeu vidéo d'action-aventure et de hack 'n' slash développé par Other Ocean Interactive et édité par Sony Interactive Entertainment, sorti le 25 octobre 2019 exclusivement sur PlayStation 4.
Le jeu est le remake de MediEvil, sorti en 1998 sur PlayStation.

## Système de jeu
Le jeu reprend le système du titre original : le joueur contrôle Sir Daniel Fortesque, chevalier ressuscité par un sortilège après un siècle de décomposition dans sa crypte, en vue à la troisième personne. Il dispose de plusieurs armes, de mêlée (épées, massue, marteau, hache) ou à distance (couteaux de lancer, arbalète, lances), et dans ce remake, il peut échanger entre une arme des deux types à tout moment.

## Développement
Selon le producteur exécutif du projet, Jeff Nachbauer, Other Ocean a fait en sorte de conserver le plus d'éléments du jeu original MediEvil, à moins qu'il y ait une raison valable de le modifier. Les développeurs ont ainsi cherché les musiques que les développeurs originaux ont pu écouter à l'époque du développement du premier MediEvil. La géométrie des niveaux a été récupérée du premier MediEvil et importée dans le nouveau moteur de jeu afin de servir de référence pour l'emplacement des éléments. À cause de la distance d'affichage du titre original et du ratio plus large, de nouvelles zones d'arrière-plan inexistantes dans le premier jeu ont dû être créées et de la végétation a été ajoutée par endroits. À l'exception des lignes de dialogue de Sir Daniel Fortesque, toutes les répliques originales ont été recyclées. La narration de l'ouverture du jeu et des indices est faite par Lani Minella en version originale, qui fait également les entrées de l'encyclopédie du jeu.

## Sortie
Le remake de MediEvil est d'abord annoncé comme un remaster lors du PlayStation Experience de 2017. MediEvil est officiellement révélé le 31 octobre 2018 et confirmé comme un remake complet. Lors du PlayStation State of Play du 9 mai 2019, une édition « Digital Deluxe Edition » est révélée, incluant la Super-Armure de MediEvil 2, un thème pour l'écran de la PlayStation4, un artbook numérique, une préquelle en roman graphique dématérialisé titré MediEvil: Fate's Arrow et la bande originale du jeu. Lors du PlayStation State of Play du 24 septembre 2019, une démo gratuite, MediEvil: Short-Lived Demo, est rendue disponible de la fin de la présentation jusqu'au 6 octobre 2019. Elle contient le DLC d'un casque pour Daniel, basé sur la version japonaise du jeu original, seule version à contenir l'objet par défaut, mais connu pour sa difficulté plus élevée.